# Beschleunigungssensor

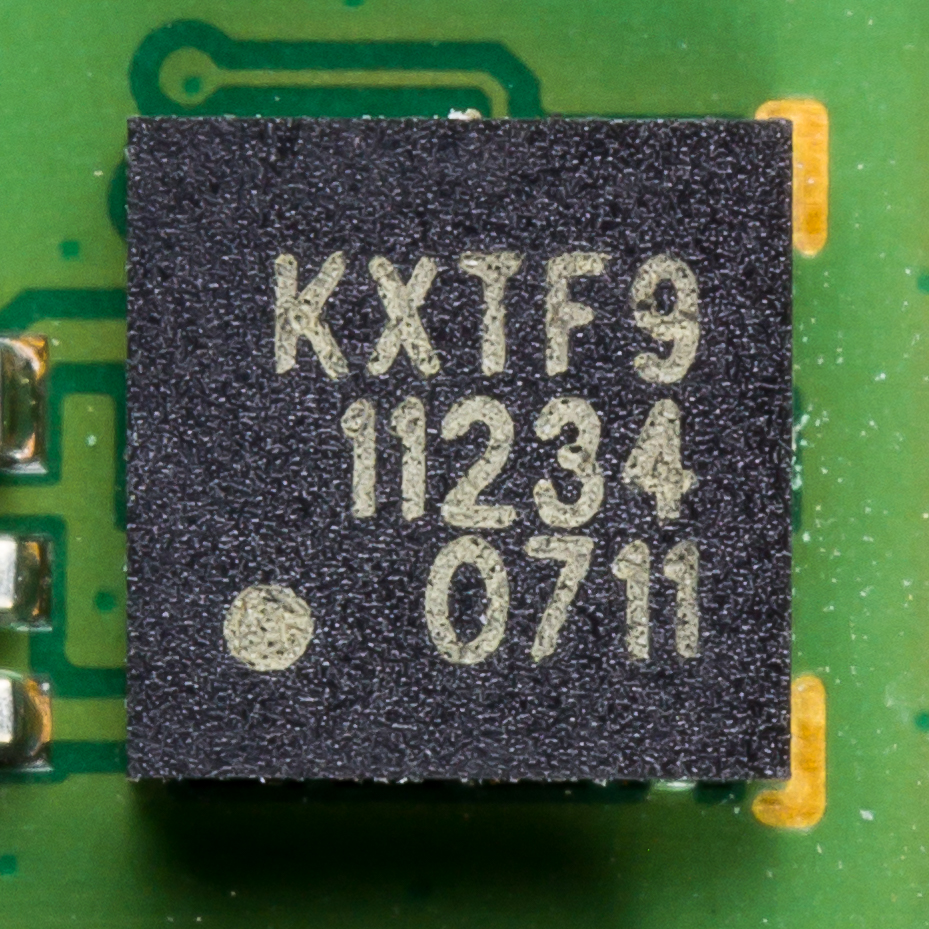
MEMS-3-Achsen-Beschleunigungssensor von Kionix in einem Motorola Tablet von 2011

Ein Beschleunigungssensor (auch Beschleunigungsmesser, Beschleunigungsaufnehmer, Vibrationsaufnehmer, Schwingungsaufnehmer, Accelerometer, Akzelerometer, B-Messer oder G-Sensor) ist ein Sensor, der seine Beschleunigung misst. Dies erfolgt meistens, indem die auf eine Testmasse wirkende Trägheitskraft bestimmt wird. Somit kann z. B. bestimmt werden, ob eine Geschwindigkeitszunahme oder -abnahme stattfindet. Der Beschleunigungssensor gehört zur Gruppe der Inertialsensoren.
Werden kontinuierliche Beschleunigungsmessungen aufgezeichnet, so bezeichnet man diese Messreihe als Akzelerogramm.

## Messgröße
Die Beschleunigung wird in der SI-Einheit m·s−2 (Meter pro Sekunde zum Quadrat) gemessen. In der Praxis wird sie jedoch oft als Vielfaches oder Teil des Mittelwerts der Erdbeschleunigung angegeben. Die mittlere Erdbeschleunigung wird dabei mit g bezeichnet (kleines „G“ in kursiver Schrift) und beträgt gerundet 9,81 m·s−2.
{\displaystyle 1g=\mathrm {9{,}81{\frac {m}{s^{2}}}} }

## Anwendungsbeispiele

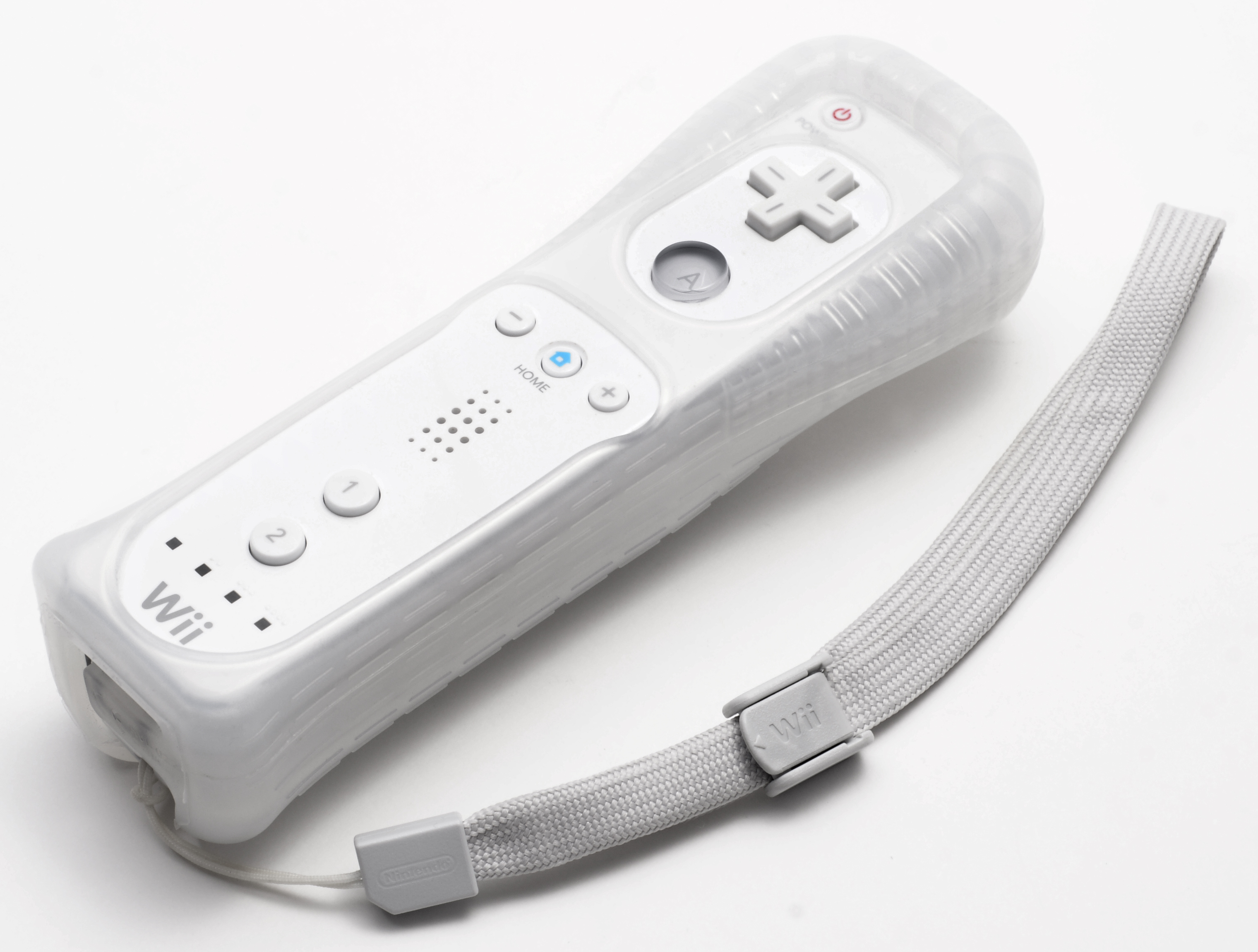
Wii-Fernbedienung

Die Beschleunigung ist eine mechanische Größe, die in vielen Bereichen der Technik eine große Rolle spielt. Beschleunigungssensoren haben daher eine Vielzahl von Einsatzmöglichkeiten – zum Beispiel:
- Messung von (linearen) Beschleunigungen (Beschleunigungsmesser)
- Messung von Vibrationen an Gebäuden und Maschinen
- Auslösung von Airbags in Fahrzeugen
- Aktive Federungssysteme in Fahrzeugen
- Alarmanlagen bei beweglichen Gütern oder als Berührungssensor
- Schutz vor Head-Crash bei Festplatten
- Health-Care-Anwendungen, Gesundheitsvorsorge und Überwachung
- Bei Crashtests in den Dummys und Fahrzeugen.
- Sensorik in Digitalkameras (z. B. für automatisches Umschalten von Hochkantbild auf Breitkantbild und Bildstabilisierung)
- Sensorik in Smartphones zum Beispiel zur Wechsel der Anzeige zwischen Hoch und Querformat
- Schadensuntersuchungen beim Warentransport
- in Beschleunigungsschreibern und Seismographen auf dem Gebiet der Seismik und der Erdbeben-Überwachung
- Neigungsmessung in statischen Systemen (d. h. solange andere Beschleunigungen im Vergleich zur Erdbeschleunigung vernachlässigbar sind)
- Aktive Lautsprecher
- Zusammen mit Gyroskopen zur Lageregelung oder Stabilisierung von Luftfahrzeugen wie Hubschraubern oder UAVs
- Zur Steuerung von Videospielen
- In Bergbau und Technik wurde schon früh die Kontrolle von Aufzügen durch Beschleunigungssensoren durchgeführt, wobei hier ein eindimensionales Messsystem genügte. Spätestens seit Erscheinen der ISO 18738 „Measurement of lift ride quality“ im Jahre 2003 hat der dreidimensionale Beschleunigungssensor aber auch Einzug im Aufzugbau gehalten.
- Auch für die Satelliten- und Raketentechnik und die Analyse von Fahrzeugbewegungen oder die Autoelektronik ist die Beschleunigungsmessung unentbehrlich.
- Präzisionssensoren werden teilweise auch für Messungen im Erdschwerefeld eingesetzt – siehe Gravimetrie und Gradiometrie, sowie der ESA-Satellit GOCE.
- Positionsbestimmung mit inertialen Navigationssystemen, auch Trägheitsnavigationssystem; INS werden heute insbesondere in der Luftfahrt zunehmend durch GPS abgelöst.
- Schlafphasenwecker; diese wecken die zu weckende Person zu einem Zeitpunkt auf, zu dem sie sich bewegt. Somit ist sichergestellt, dass die Person nicht in der REM-Phase aufwacht, was normalerweise zu einer größeren Müdigkeit im späteren Tagesverlauf führt. Hier genügen auch Bewegungssensoren.
- Sammlung und Extraktion von mechano-biologischen Deskriptoren beim Krafttraining[1]
- Sichere Weg- und Geschwindigkeitsmessung im Rahmen der Odometrie des europäischen Zugbeeinflussungssystems ETCS

## Messprinzipien
Die ersten dieser Messinstrumente hatten eine sog. „sensitive (empfindliche) Achse“, auf der die seismische Masse gefedert verschiebbar angeordnet war und die beispielsweise mit einem Schleifkontakt einen Schiebewiderstand bediente. Diese sogenannten Gyrometer waren bis etwa 1970 – in Verbindung mit Kreiselinstrumenten – die Basis vieler Steuerungsmethoden und der Inertialnavigation.
Später wurden sie weitgehend durch genauere Systeme mit biegsamen Quarz-Stäben („Q-Flex“) oder magnetisch stabilisierten Massen ersetzt. Miniaturisierte Sensoren sind meist mit piezoelektrischen Sensoren oder als MEMS (Micro-Electro-Mechanical System) aufgebaut.
Viele technische Anwendungen benötigen volle dreidimensionale Messungen, etwa im Maschinenbau, zur Steuerung von Robotern oder in der Raumfahrt. Hier ist Miniaturisierung eine wichtige Voraussetzung – neben Unempfindlichkeit gegen Temperatur, Vibrationen und andere Effekte. Zahlreiche Anwendungen kommen aber mit 2D-Sensoren aus, wenn es hauptsächlich um Bewegungen in einer Ebene geht.
Kleinsensoren mit einer Masse von wenigen Gramm haben Messbereiche von einigen g bis zu Dutzenden oder sogar hunderten g und sind robust gegen Stöße. Die Auflösung erreicht 0,01 mg.
Präzisionsinstrumente mit einer Masse von mehreren Kilogramm liefern Genauigkeiten von 10−9g.
Grundsätzlich basieren dabei die meisten heute verbreiteten Beschleunigungssensoren auf dem Newtonschen Trägheitsgesetz:
{\displaystyle F=m\cdot a}
Die gefedert aufgehängte Masse verändert im Falle einer Beschleunigung ihre Relativposition zum umgebenden Sensorgehäuse, was sensorintern ausgewertet wird.

### Piezoelektrische Beschleunigungssensoren
Ein piezoelektrischer Sensor wandelt dynamische Druckschwankungen in elektrische Signale um, die entsprechend weiterverarbeitet werden können. Die Druckschwankung wird durch eine am Piezoelement befestigte (seismische) Masse erzeugt und wirkt bei einer Beschleunigung des Gesamtsystems auf das Piezoelement. Dieses System wird z. B. bei Radauswuchtungsmaschinen verwendet, wo jede Unwucht des Rades ein entsprechendes Signal im Piezoelement erzeugt. Es erkennt innerhalb von Sekunden die Unwucht am Reifen.

### Mikrosysteme

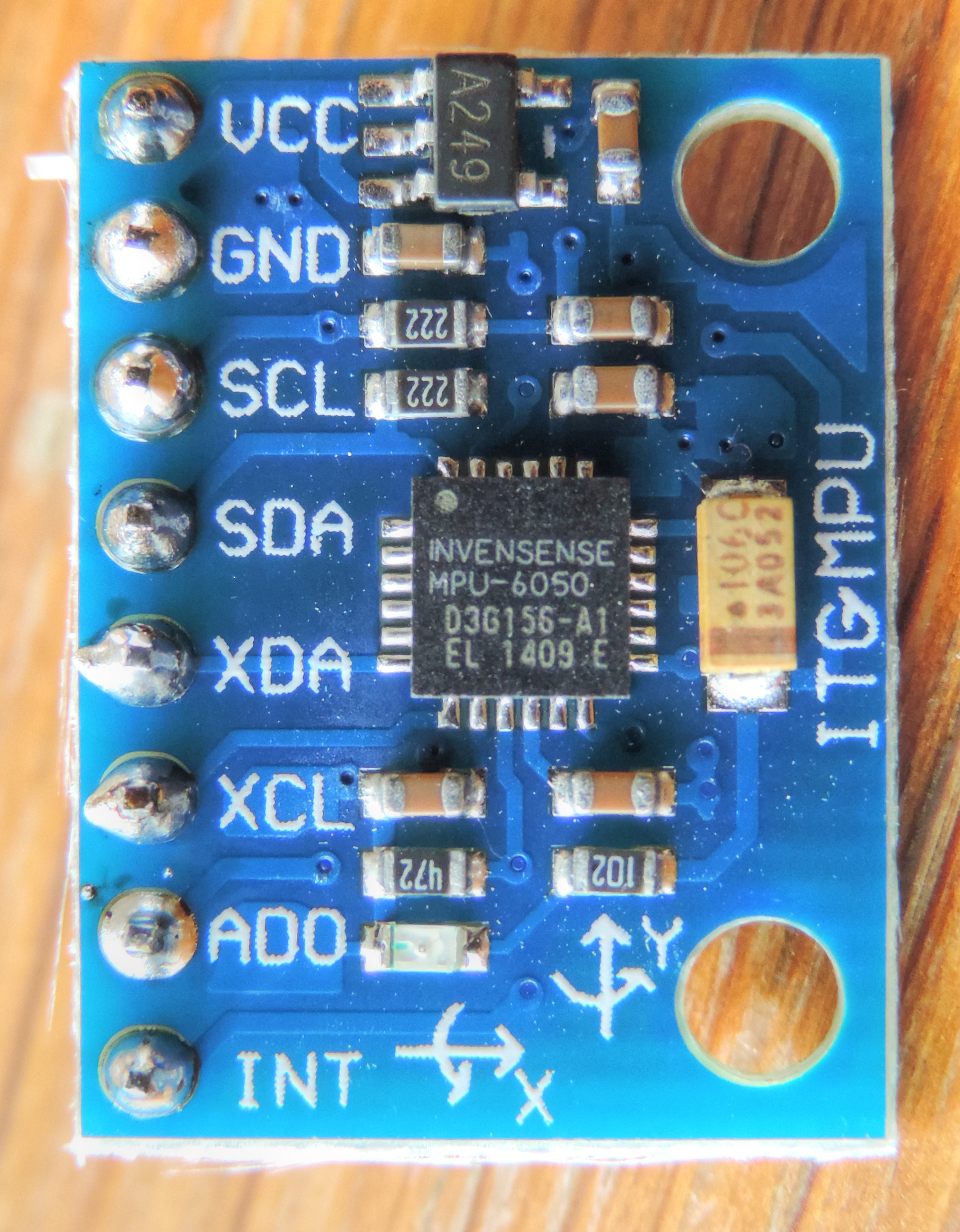
MEMS-Beschleunigungs- und Gyrosensor

In den letzten Jahren haben miniaturisierte Beschleunigungssensoren zunehmend Bedeutung erlangt. Diese sind mikro-elektro-mechanische Systeme (MEMS) und werden meist aus Silicium hergestellt. Diese Sensoren sind Feder-Masse-Systeme, bei denen die „Federn“ nur wenige μm breite Silicium-Stege sind und auch die Masse aus Silicium hergestellt ist. Durch die Auslenkung bei Beschleunigung kann zwischen dem gefedert aufgehängten Teil und einer festen Bezugselektrode eine Änderung der elektrischen Kapazität gemessen werden. Der gesamte Messbereich entspricht einer Kapazitätsänderung von ca. 1 pF. Die Elektronik zur Auswertung dieser kleinen Kapazitätsänderung wird auf demselben integrierten Schaltkreis (IC) untergebracht.
Es gibt auch Varianten, bei denen auf dem Biegebalken piezoresistive Widerstände durch Ionenimplantation angebracht sind, die entsprechend der Biegung ihren Widerstand ändern und so auf die Beschleunigung zurückschließen lassen.
Für die Herstellung dieser miniaturisierten Sensoren werden die Masse und die kleinen Silicium-Federn (Silicium-Beinchen) mittels Fotolithografie aus dem Silicium herausgeätzt. Um eine freitragende Struktur zu erhalten, wird eine darunterliegende Schicht aus Siliciumdioxid ebenfalls durch Ätzen entfernt.
Diese Art von Beschleunigungssensoren hat den Vorteil relativ geringer Stückkosten (Massenfertigung) und hoher Zuverlässigkeit (manche solcher Sensoren können noch Beschleunigungen bis zum Tausendfachen des Messbereichs ohne Schaden überstehen). Wegen der geringen Größe zeichnen sie sich auch durch hohe Messgeschwindigkeit aus. Sie werden daher z. B. zur Auslösung von Airbags in Fahrzeugen eingesetzt.
Die Größe der Beschleunigungssensoren wurde in den Millimeterbereich reduziert. Bosch nahm 2023 einen 1,2 × 0,8 × 0,55 mm großen Sensor in Produktion.
Sensoren in MEMS-Technik werden nicht nur für die Messung der (linearen) Beschleunigung, sondern auch für die Messung der Winkelgeschwindigkeit hergestellt, sogenannte Drehratensensoren bzw. Gyroskope.

### Weitere Beschleunigungssensoren
- Dehnungsmessstreifen: Eine weitere Möglichkeit ist die Bestimmung der Kraft auf die Testmasse, indem die Verformung der Befestigung (z. B. eines Stabes) mittels Dehnungsmessstreifen bestimmt wird (vor allem für niedrigere Frequenzen geeignet).
- Magnetische Induktion: Bei der Bewegung der an einer Feder aufgehängten Testmasse wird durch einen Magneten in einer Spule eine elektrische Spannung induziert, ähnlich wie in einem dynamischen Mikrofon (Tauchspulenmikrofon).
- Der Ferraris-Sensor misst die Relativbeschleunigung ohne Testmasse mit Hilfe von Wirbelströmen. Er wird zur Analyse und Regelung hochdynamischer Antriebe verwendet.